# لاورنس شانکلند
لاورنس شانکلند (انگلیسی: Lawrence Shankland؛ زادهٔ ۱۰ اوت ۱۹۹۵) بازیکن فوتبال اهل بریتانیا است.
از باشگاه‌هایی که در آن بازی کرده‌است می‌توان به باشگاه فوتبال سنت میرن، باشگاه فوتبال آبردین، باشگاه فوتبال کویینز پارک، و باشگاه فوتبال دانفرملین اتلتیک اشاره کرد.
وی همچنین در تیم‌های ملی فوتبال زیر ۲۱ سال اسکاتلند و اسکاتلند بازی کرده‌است.